# Afrocrania foveolata
Afrocrania foveolata es un coleóptero de la familia Chrysomelidae. Fue descrita científicamente por primera vez en 1882 por Karsch.